# Bethany (Virgínia de l'Oest)
Bethany és una població dels Estats Units a l'estat de Virgínia de l'Oest. Segons el cens del 2000 tenia 985 habitants.

## Demografia
Segons el cens del 2000, Bethany tenia 985 habitants, 190 habitatges, i 99 famílies. La densitat de població era de 528,2 habitants per km².
Dels 190 habitatges en un 18,9% hi vivien nens de menys de 18 anys, en un 46,3% hi vivien parelles casades, en un 5,3% dones solteres, i en un 47,4% no eren unitats familiars. En el 40% dels habitatges hi vivien persones soles el 7,4% de les quals corresponia a persones de 65 anys o més que vivien soles. El nombre mitjà de persones vivint en cada habitatge era de 2,11 i el nombre mitjà de persones que vivien en cada família era de 2,9.
Per edats la població es repartia de la següent manera: un 7,9% tenia menys de 18 anys, un 64% entre 18 i 24, un 10,4% entre 25 i 44, un 11,4% de 45 a 60 i un 6,4% 65 anys o més.
L'edat mediana era de 21 anys. Per cada 100 dones de 18 o més anys hi havia 109,5 homes.
La renda mediana per habitatge era de 36.375 $ i la renda mediana per família de 61.250 $. Els homes tenien una renda mediana de 36.786 $ mentre que les dones 23.750 $. La renda per capita de la població era de 10.769 $. Entorn del 3,9% de les famílies i l'11,1% de la població estaven per davall del llindar de pobresa.

## Poblacions més properes
El següent diagrama mostra les poblacions més properes.